# Claude Goyrand
Claude Goyrand (* um 1610 in Sens; † 1662 in Paris) war ein französischer Kupferstecher und Radierer.
Es ist unbekannt, bei welchem Meister Goyrand in die Lehre ging; in der Manier erinnert er an Israël Silvestre. In den 1640er Jahren war er vor allem in Rom tätig. 1650 ließ er sich in Paris nieder und arbeitete nun hauptsächlich im Auftrag des französischen Königs Ludwig XIV. Er zeichnete sich insbesondere im Stich von Landschaftsbildern aus. Das früheste datierte, von seiner Hand stammende Blatt ist eine Allegorie auf Richelieu von 1627. Besonders werden seine Ansichten von Paris und dessen Umgebung nach Stefano della Bella (Vues et perspectives nouvelles tirés sur les plus beaux de Paris et de ses environs, 13 Blatt, Paris 1645) in Frankreich geschätzt. Auch bei seinem längeren Aufenthalt in Rom stach er mehrere reizende Landschaften aus der Umgebung dieser Stadt. Für das vom Jesuiten und Botaniker Giovanni Battista Ferrari stammende Werk Hesperides sive de Malorum Aureorum cultura … (Rom 1646) stach er die architektonischen Blätter und Prospekte von Gärten nach Zeichnungen des italienischen Malers Filippo Gagliardi. Mehrere seiner schönsten Landschaften finden sich in einer Sammlung ( Divers paysages mis en lumière par Israel dédiés à Mr. de Crenau, 20 Blatt, nach Jacques Callot) vereinigt.